# 1990 QR
1990 QR är en asteroid i huvudbältet som upptäcktes den 19 augusti 1990 av den amerikanska astronomen Eleanor F. Helin vid Palomarobservatoriet.
Asteroiden har en diameter på ungefär 10 kilometer och den tillhör asteroidgruppen Eunomia.